# Elophila palliolatalis
Elophila palliolatalis là một loài bướm đêm trong họ Crambidae.